# Fehérfarkú gébicstirannusz
A fehérfarkú gébicstirannusz (Agriornis albicauda vagy Agriornis andicola) a madarak (Aves) osztályának verébalakúak (Passeriformes) rendjébe és a királygébicsfélék (Tyrannidae) családjába tartozó faj.

## Rendszerezése
A fajt Rodolfo Amando Philippi és Christian Ludwig Landbeck írták le 1863-ban, a Dasycephala nembe Dasycephala albicauda néven.

## Előfordulása
Argentína, Bolívia, Chile, Ecuador és Peru területén honos. Természetes élőhelyei az Andok félszáraz bozótosai és nyílt, füves pusztái, valamint szántóföldek, legelők és városias környezet.

## Megjelenése
Testhossza 25 centiméter.